# Iglesia de San Juan Vianney (Peshawar)
La iglesia de San Juan Vianney es una antigua iglesia católica situada en la "ciudad Circular", Peshawar, Pakistán. Es parte de la diócesis de Islamabad-Rawalpindi. No debe confundirse con la Iglesia protestante de San Juan, Peshawar, que se construyó entre 1851 y 1860. 
El 17 de diciembre de 1990 un grupo de jóvenes cristianos se reunieron para protestar contra la profanación y el ataque a la iglesia San Juan Vianney en Peshawar. El primer ministro Mian Nawaz Sharif movilizó a todas las autoridades federales y provinciales para proteger a las minorías y sus lugares de culto. Policías armados se han apostado en la iglesia desde el 15 de diciembre de 1990.